# Cray
Cray Inc., een dochteronderneming van Hewlett-Packard, is een Amerikaanse fabrikant van supercomputers. Het bedrijf is gestationeerd in Seattle, Washington, en produceert naast computers ook systemen voor gegevensopslag en -analyse. Verschillende Cray-supercomputersystemen worden of werden op enig moment vermeld in de TOP500, een gerangschikte lijst van de krachtigste supercomputers ter wereld. Verschillende computersystemen van het bedrijf hebben bovendien enige tijd op plaats 1 gestaan.
De voorganger van het bedrijf, Cray Research, Inc. (CRI), werd in 1972 opgericht door computerontwerper Seymour Cray. Cray richtte later in 1989 Cray Computer Corporation (CCC) op, dat in 1995 failliet ging. Cray Research werd in 1996 overgenomen door Silicon Graphics (SGI). Cray Inc. werd opgericht in 2000 toen Tera Computer Company de Cray Research Inc.-activiteiten van SGI kocht en de naam van de overname aannam. Het bedrijf werd in 2019 overgenomen door Hewlett-Packard voor $ 1,3 miljard.